# آندره ارندس
آندره ارندس (انگلیسی: Andre Arendse؛ زادهٔ ۲۷ ژوئن ۱۹۶۷) یک بازیکن فوتبال اهل آفریقای جنوبی است.
وی همچنین در تیم ملی فوتبال آفریقای جنوبی بازی کرده‌است.